# 陆象山墓
陆象山墓，位于江西省抚州市金溪县陆坊乡陆坊村青田桥旁的东山岭上。

## 历史
南宋绍熙三年（1192）腊月，陆九渊病逝于湖北荆门知军任上，其子扶柩归葬故乡金溪。

## 建筑
陆象山墓占地面积60平方米。墓前有明代敕建神道碑“崇尚真儒墓”、清代墓碑“宋儒文安公陆象山墓”以及明代石柱，上刻“学苟知本六经皆注脚；事属份内千圣有同心”。
1957年，陆象山墓公布为第一批江西省文物保护单位。